# Folletti in vacanza
Folletti in vacanza (The Merry Dwarfs) è un cortometraggio animato della serie Sinfonie allegre, prodotto e diretto da Walt Disney.

## Trama
Nella foresta alcuni folletti svolgono i propri mestieri. Quando arriva il momento della pausa iniziano le danze; due di essi cadono da un fiore finendo in una botte piena di vino ubriacandosi.

## Colonna sonora
Nel corto sono presenti i seguenti brani: il coro Vedi! le fosche notturne spoglie dal Trovatore di Giuseppe Verdi, Bahn Frei di Eduard Strauss, Enrico VIII di Camille Saint-Saëns, Amaryllis di Joseph Ghys e Jolly Fellows Waltz di Robert Vollstedt.

## Distribuzione
Uscito negli Stati Uniti il 19 dicembre 1929, arrivò in Italia nel maggio 1931 distribuito dalla Columbia Pictures.

## Curiosità
Quattro dei folletti presenti in questo corto appaiono nel film Chi ha incastrato Roger Rabbit nella sequenza a Cartoonia.